# Список країн за виплавкою цинку

Виробництво цинку в 2006 по країнах у відсотках від світового

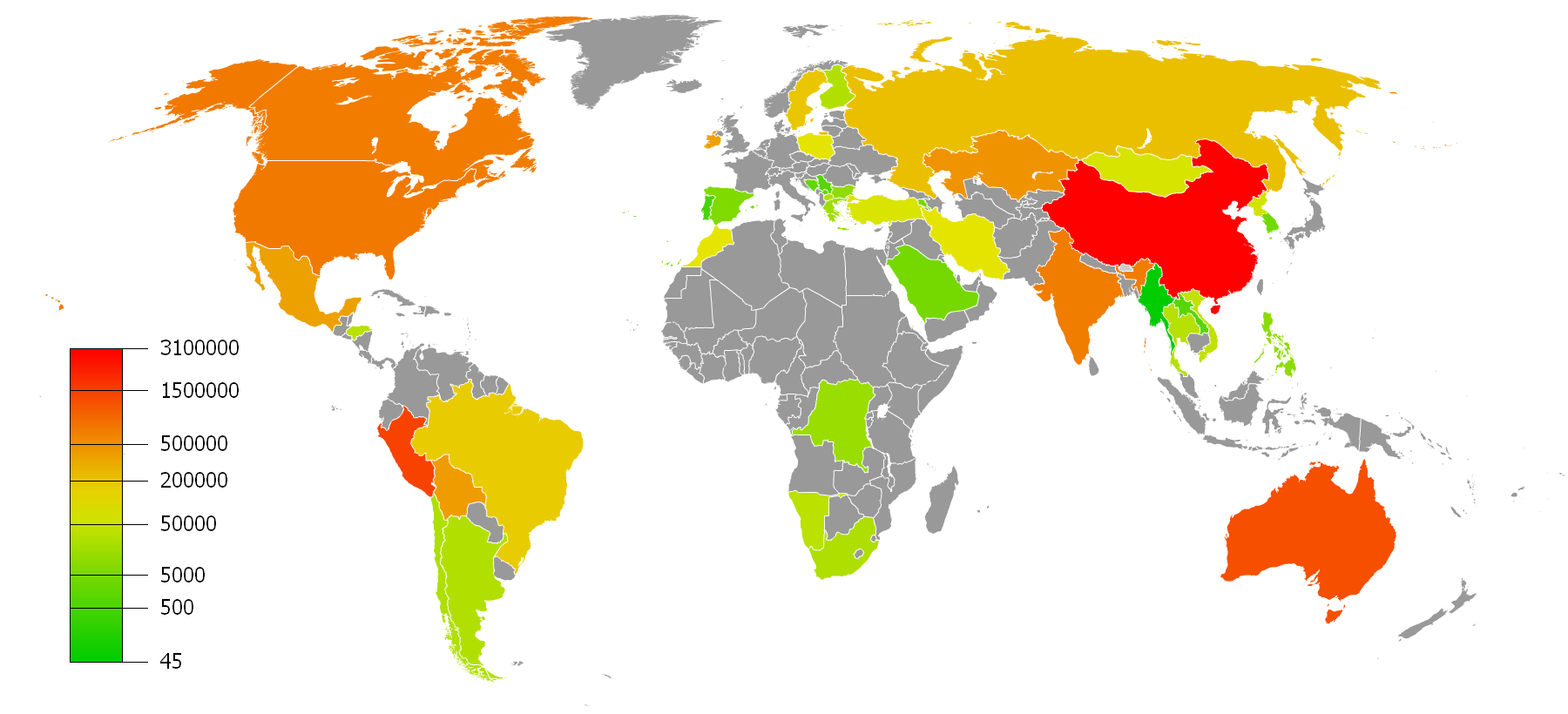
Виробництво цинку в світі в 2009

Цинк — четвертий за використанням метал у світі, після заліза, алюмінію та міді, із світовим щорічним виробництвом близько 12 млн тонн. Провідний світовий виробник — Nyrstar, утворений внаслідок злиття австралійської OZ Minerals та бельгійської Umicore..
Близько 70 % світового цинку добувається і близько 30 % виробляється шляхом переробки цинкового брухту. Комерційний цинк з чистотою 99,995 % відомий під абревіатурою SHG.
Хоча добувається цинк практично у всьому світі, основні місця видобутку — Китай, Австралія та Перу. Китай виробив 29 % від світового рівня в 2010.
| Позиція | Країна    | Тонни     |
| ------- | --------- | --------- |
| 1       | КНР       | 3,500,000 |
| 2       | Перу      | 1,520,000 |
| 3       | Австралія | 1,450,000 |
| 4       | Індія     | 750,000   |
| 5       | США       | 720,000   |
| 6       | Канада    | 670,000   |

Список країн з виплавки цинку в 2006 засновано на даних Геологічної служби США.
| Позиція | Країна               | Виробництво цинку (тонни) |
| ------- | -------------------- | ------------------------- |
| —       | Весь світ            | 10,000,000                |
| 1       | КНР                  | 2,600,000                 |
| 2       | Австралія            | 1,380,000                 |
| 3       | Перу                 | 1,201,794                 |
| 4       | США                  | 727,000                   |
| 5       | Канада               | 710,000                   |
| 6       | Мексика              | 480,000                   |
| 7       | Ірландія             | 425,700                   |
| 8       | Індія                | 420,800                   |
| 9       | Казахстан            | 400,000                   |
| 10      | Швеція               | 192,400                   |
| 11      | Росія                | 190,000                   |
| 12      | Бразилія             | 176,000                   |
| 13      | Болівія              | 175,000                   |
| 14      | Іран                 | 166,000                   |
| 15      | Польща               | 135,600                   |
| 16      | Марокко              | 73,000                    |
| 17      | Намібія              | 68,000                    |
| 18      | Північна Корея       | 67,000                    |
| 19      | Туреччина            | 50,000                    |
| 20      | В'єтнам              | 48,000                    |
| 21      | Таїланд              | 45,000                    |
| 22      | Гондурас             | 37,646                    |
| 23      | Фінляндія            | 35,700                    |
| 24      | ПАР                  | 34,444                    |
| 25      | Чилі                 | 31,725                    |
| 26      | Аргентина            | 30,300                    |
| 27      | Болгарія             | 17,300                    |
| 28      | Румунія              | 9,600                     |
| 29      | Японія               | 7,169                     |
| 30      | Алжир                | 5,000                     |
| 31      | Саудівська Аравія    | 1,500                     |
| 32      | Грузія               | 400                       |
| 33      | Боснія і Герцеговина | 300                       |
| 34      | М'янма               | 100                       |